# ŽBK Dinamo Novosibirsk
Zjenskij basketbolnyj kloeb Dinamo Oblast Novosibirsk (Russisch: Женский баскетбольный клуб Динамо Новосибирская область) is een damesbasketbalteam uit Novosibirsk, Rusland welke speelt in de Russische superliga. Meestal wordt de naam ingekort tot Dinamo Novosibirsk.

## Geschiedenis

### Sovjet-Unie
Dinamo werd in 1955 opgericht als team van het Novosibirsk ElektroTechnische Instituut (NETI). De naam werd NETI Novosibirsk. In 1959 veranderde de naam in Boerevestnik Novosibirsk en in 1962 veranderde de naam weer in Sibirjatsjkoj Novosibirsk (Siberiër). In 1966 werd de huidige naam van Dinamo Novosibirsk aangenomen. Dinamo was in de jaren 80 een van de sterkste teams in de Sovjet-Unie en Europa. Het leidde tot drie opeenvolgende titels (1986, 1987 en 1988) in de Premjer-Liga. In 1986 was er succes in de European Cup Liliana Ronchetti. De finale werd gespeeld in de Palau Blaugrana in Barcelona, Spanje. De finale werd gewonnen van BSE Boedapest uit Hongarije met 81-58. In 1987 en 1988 haalde Dinamo de finale om de European Cup for Women's Champions Clubs. In 1987 verloor Dinamo van Primigi Vicenza uit Italië met 86-73. In 1988 verloor Dinamo wederom van Primigi Vicenza uit Italië met 70-64. In 1989 werd de club nog derde maar na dat jaar zakte Dinamo weg uit de top van het Europese basketbal.

### Rusland
Na de ineenstorting van de Sovjet-Unie werd Dinamo twee keer tweede om het landskampioenschap van Rusland in 1993 en 1994. In 1999 werd Dinamo derde. In 2001 veranderde de naam Dinamo Novosibirsk. Nu werd er een sponsornaam toegevoegd. Tot 2008 werd de naam Dinamo-Energia Novosibirsk. In 2003 werd Dinamo weer derde in de superliga. Dit was de laatste podium plaats van de club. Vanaf 2008 veranderde de naam weer. GUVD (Ministerie van Binnenlandse Zaken) werd aan de naam toegevoegd tot Dinamo-GUVD Novosibirsk. Sinds 2015 heeft Dinamo weer de oorspronkelijke naam aangenomen zonder sponsor.

## Resultaten

### Staafdiagram
Het cijfer in iedere staaf is de bereikte positie aan het eind van de competitie.
| - |

| 2 |

| 2 |

| 5 |

| 4 |

| 5 |

| 4 |

| 3 |

| 4 |

| 6 |

| 4 |

| 3 |

| 4 |

| 8 |

| 9 |

| 10 |

| 8 |

| 8 |

| 6 |

| 6 |

| 9 |

| 9 |

| 7 |

| 9 |

| 6 |

| 7 |

| 9 |

| 8 |

| 7 |

| 6 |

| 8 |

| 9 |

| 10 |

| 8 |

| Landskampioen Rusland |

| Landskampioen Rusland |

## Erelijst
- Landskampioen Sovjet-Unie: 3
  - Winnaar: 1986, 1987, 1988
  - Tweede: 1985
  - Derde: 1981, 1982, 1983
- Landskampioen Russische SFSR: 2
  - Winnaar: 1966, 1974
- Landskampioen Rusland: 
  - Tweede: 1993, 1994
  - Derde: 1999, 2003
- FIBA Women's European Champions Cup: 
  - Runner-up: 1987, 1988
  - Derde: 1989
- European Cup Liliana Ronchetti: 1
  - Winnaar: 1986

## Bekende (oud-)spelers
| - - Ljoebov Bakoelina - - Natalja Chodakova - - Jelena Choedasjova - Jelena Goeseva - - Jelena Kapoetskaja - - Jekaterina Kardakova - - Zjanna Keller - - Tatjana Kolomeets - - Galina Kozjevnikova - - Aleksandra Leonova - - Irina Levtsjenko | - - Irina Minch - - Tatjana Pimonova - - Ljoebov Ratsko - - Valentina Sapozjnikova - - Alisa Antipina - Natalja Anojkina - Jekaterina Arsenjeva - - Firoeza Bekmetova - Veronika Dorosjeva - Olga Gerasimova - Jelena Gogija | - Marina Goldyreva - Maria Kalmykova - Aleksandra Koelitsjeva - Ksenia Kolosovskaja - Anastasia Loginova - Olga Novikova - Ljoebov Paskalenko - Tatjana Petroesjina - Natalja Potemina - Maria Savina - Anastasia Sjilova | - Olga Sokolovskaja - Joelia Tokareva - Maria Toropova - Maria Tsjerepanova - Jelena Vorozjtsova - Oksana Zakaljoechnaja - - Katsjaryna Snytsina - Alicia Poto - Noémie Mayombo - Ana Dabović - Helen Cristina Santos Luz | - Chantelle Anderson - Asjha Jones - Sheana Mosch - Natallja Martsjanka - Volha Padabed - Galina Potjomina - Irina Azarova - Natalja Timofejeva - Natalja Zhdanovitsj - Valeria Sholokhova - Olga Mischenko |

## Bekende (oud-)coaches
- - Genrich Primatov (1955-1976)
- - Leonid Jatsjmenjov (1976-1991)
- Leonid Jatsjmenjov (1992-2004)
- Anatoli Boejalski (2006-2007)
- Viktor Koekharenko (2007-2009)
- Boris Sokolovski (2009-2011)
- Vladimir Koloskov (2011-2012)
- Nikolaj Tanasejtsjoek (2012-2013)
- Boris Sokolovski (2013-2014)
- Dmitri Doedarev (2014-2015)
- Dmitri Sjoemikin (2015-2017)
- Boris Sokolovski (2017-2018)
- Dmitri Donskov (2018-2021)
- Jevgeni Ovsjannikov (2021-2023)
- Boris Ponkratov (2023-2024)
- Jevgenia Melesjko (2024-heden)